# Клайнцелль
Клайнцелль (нем. Kleinzell) — коммуна (нем. Gemeinde) в Австрии, в федеральной земле Нижняя Австрия. 
Входит в состав округа Лилинфельд.  Население составляет 861 человек (на 31 декабря 2005 года). Занимает площадь 93,02 км². Официальный код  —  31406.

## Политическая ситуация
Бургомистр коммуны — Штефан Мичек (АНП) по результатам выборов 2005 года.
Совет представителей коммуны (нем. Gemeinderat) состоит из 15 мест.
- АНП занимает 12 мест.
- СДПА занимает 3 места.